# Jaime Czarkowski
Jaime Czarkowski (5 de diciembre de 2003) es una deportista estadounidense que compite en natación sincronizada.
Participó en los Juegos Olímpicos de París 2024, obteniendo una medalla de plata en la prueba de equipo. Ganó cuatro medallas en el Campeonato Mundial de Natación, en los años 2023 y 2024.

## Palmarés internacional
| Juegos Olímpicos   | Juegos Olímpicos | Juegos Olímpicos  | Juegos Olímpicos  |
| Año                | Lugar            | Medalla           | Prueba            |
| ------------------ | ---------------- | ----------------- | ----------------- |
| 2024               | París (Francia)  | Medalla de plata  | Equipo            |
| Campeonato Mundial |                  |                   |                   |
| Año                | Lugar            | Medalla           | Prueba            |
| 2023               | Fukuoka (Japón)  | Medalla de plata  | Rutina acrobática |
| 2023               | Fukuoka (Japón)  | Medalla de bronce | Equipo técnico    |
| 2024               | Doha (Catar)     | Medalla de bronce | Equipo libre      |
| 2024               | Doha (Catar)     | Medalla de bronce | Rutina acrobática |